# Raymond Fernández y Martha Beck
Raymond Fernández (17 de diciembre de 1914 - 8 de marzo de 1951) y su amante Martha Beck (6 de mayo de 1920 - 8 de marzo de 1951) se convirtieron en «los asesinos de los corazones solitarios» después de su arresto y juicio en 1949 por asesinatos en serie. Entre 1947 y 1949 se cree que mataron a veinte mujeres. La película de 1970 The Honeymoon Killers, la de 1996 Profundo Carmesí/Deep Crimson, la de 2006 Lonely Hearts y un episodio de la serie de televisión Cold Case fueron basados en este caso.

## Antes de los asesinatos

### Raymond Martínez Fernández
Ramón Martínez Fernández nació el 17 de diciembre de 1914 en Hawái, de padres españoles. Poco después se mudaron a Connecticut. En 1932, la familia regresó a España, a la localidad granadina de Órgiva, donde el padre llegó a ser alcalde. Raymond se casó con Encarnación Robles, con quien tuvo cuatro hijos, a los cuales abandonó más tarde.
Después de servir en la Marina Mercante de España y luego en la Inteligencia Británica durante la Segunda Guerra Mundial, Fernández decidió buscar trabajo. Poco después de subir a un barco con destino a Estados Unidos, una compuerta de acero cayó encima de él, fracturando su cráneo. El daño dejado por esta herida pudo haber afectado su comportamiento social y sexual. Tras su salida del hospital, Fernández robó algunas prendas, y fue encarcelado por un año, durante el cual su compañero de celda le enseñó vudú y magia negra. Luego afirmó que la magia negra le dio un poder irresistible y encanto con las mujeres. Después de cumplir esta sentencia, Fernández se mudó a Nueva York y comenzó a responder a los anuncios personales de mujeres solas en las secciones de búsqueda de pareja de los periódicos. Él las invitaba a cenar y luego les robaba su dinero y posesiones. La mayoría estaban muy avergonzadas como para informar los delitos. En un caso, viajó con una mujer a España, donde visitó a su esposa y presentó a las dos mujeres. Su compañía de viaje femenina luego murió por circunstancias sospechosas. Después tomó posesión de su propiedad por propia voluntad.
En 1947, respondió un anuncio personal colocado por Martha Beck.

### Martha Beck
Martha Beck nació como Martha Jule Seabrook el 6 de mayo de 1920 en Milton, Florida. Debido a un problema glandular, tenía exceso de peso. En su juicio, afirmó que había sido asaltada sexualmente por su hermano. Cuando le dijo a su madre lo que sucedió, su madre la golpeó, alegando que ella era la responsable.
Después que terminó la escuela, estudió enfermería, pero tuvo problemas para encontrar trabajo debido a su sobrepeso. Se convirtió en empresaria de pompas fúnebres y preparaba los cuerpos femeninos para el entierro. Renunció a este trabajo y se mudó a California donde trabajó en un hospital del Ejército como enfermera. Tuvo un comportamiento sexual promiscuo y finalmente quedó embarazada. Trató de convencer al padre que se casara con ella pero él se negó. Soltera y embarazada, regresó a Florida.
Hizo una elaborada farsa en que alegó que el padre era un militar, y luego alegando que había caído en la campaña del Pacífico. La ciudad lloró por su pérdida y la historia fue publicada en el periódico local. Poco después que su hija naciera, se quedó embarazada de nuevo por un conductor de Pensacola llamado Alfred Beck. Se casaron rápidamente, y se divorciaron seis meses después, cuando ella dio a luz un hijo.
Desempleada y madre soltera de dos hijos, Beck escapó en un mundo de fantasías, comprando revistas de romance y novelas rosa, y viendo películas románticas. En 1946, encontró empleo en el Hospital para Niños de Pensacola. Puso un anuncio de corazones solitarios en 1947, que Raymond Fernández luego respondió.

## Asesinatos
Fernández visitó a Beck y se quedó durante un corto tiempo, y ella le dijo a todos que se casarían. Él regresó a Nueva York mientras ella hacía preparaciones en Milton, Florida, donde ella vivía. De repente, fue despedida de su trabajo, debido a los rumores sobre ella y Fernández. Ella empacó y llegó a su casa en Nueva York. Fernández disfrutó la manera que ella atendía todos sus caprichos. Beck rápidamente se convirtió en una participante dispuesta en los engaños y robos, y envió a sus hijos al Ejército de Salvación. Se hizo pasar por la hermana de Fernández, dándole a él un aire de respetabilidad. Sus víctimas a menudo se quedaban con ellos, o con ella. Ella era muy celosa y hacía todo lo posible para asegurarse que él y la mujer no consumaran su relación. Cuando tuvo sexo con una mujer, ambos sufrirían el temperamento violento de Beck.
En 1949, la pareja cometió los tres asesinatos de los cuales más tarde serían condenados. Janet Fay, de 66 años, se comprometió con Fernández y se quedaron en su apartamento en Long Island. Cuando Beck la vio con Fernández en la cama, quebró la cabeza de Fay con un martillo en un ataque de rabia asesina, y luego Fernández la estranguló. La familia de Fay sospechaba, y la pareja se mudó a una nueva casa.
Viajaron a Byron Center Road en Wyoming Township, Míchigan, un suburbio de Grand Rapids, para conocer a Delphine Downing, una joven viuda con una hija de dos años. Mientras se quedaron con Downing, ella se agitó empezando a sospechar, y Fernández le dio pastillas para dormir. Enfurecida por los llantos de la hija de Downing, Beck la estranguló, aunque no la mató. Fernández pensó que Downing sospecharía sí viera a su hija con moretones, así que le disparó a la mujer inconsciente. La pareja se quedó durante varios días en la casa de Downing. De nuevo enfurecida por los llantos de la hija de Downing, Beck la ahogó en un estanque de agua. Enterraron los cuerpos en el sótano, pero los vecinos informaron su desaparición, y la policía llamó a su puerta el 28 de febrero de 1949.

## Juicio y ejecución
Fernández rápidamente confesó, con el entendimiento que no serían extraditados a Nueva York; Míchigan no tenía pena de muerte, pero Nueva York sí. Fueron de todas maneras extraditados. Negaron con vehemencia los diecisiete asesinatos que les fueron atribuidos y Fernández trató de retractarse de su confesión, diciendo que sólo lo hizo para proteger a Beck.
Su juicio fue sensacionalista, con la prensa amarilla difundiendo cuentos espeluznantes de perversidad sexual. Beck estaba tan enojada con los comentarios de los medios sobre su apariencia que escribió cartas de protesta a los editores.
Fernández y Beck fueron condenados por tres asesinatos y sentenciados a muerte. El 8 de marzo de 1951, ambos fueron ejecutados en la silla eléctrica.
A pesar de sus argumentos tumultuosos y problemas de relación, a menudo profesaban su amor, como fue demostrado a su oficial en sus últimas palabras:
"Quiero gritarlo; ¡Amo a Martha! ¿Qué sabe el público sobre el amor?" - Raymond Fernández.
"Mi historia es una historia de amor. Pero sólo aquellos torturados por el amor pueden saber lo que quiero decir [...] El encarcelamiento en la Casa de la Muerte ha reforzado mis sentimientos por Raymond..." - Martha Beck.